# André Porteu de la Morandière
Pour les articles homonymes, voir Porteu de la Morandière et Morandière.
André Porteu de la Morandière est un homme politique français né le 9 avril 1870 à Talensac (Ille-et-Vilaine) et mort le 7 avril 1932 à Compiègne (Oise)

## Biographie
Fils d'Armand Porteu de la Morandière, député de 1889 à 1902 et maire de Talensac, il succède à son père à la mairie à la mort de ce dernier. Il est également député d'Ille-et-Vilaine de 1910 à 1919, siégeant au groupe de l'Action libérale et sénateur de 1920 à 1932, inscrit au groupe de la Gauche républicaine. Il est le père de Paul Porteu de la Morandière, ancien sénateur qui lui a succédé à la mairie de Talensac.